# David Davis
För andra betydelser, se David Davis (olika betydelser).
David Davis, född 23 december 1948 i York, är en brittisk politiker (konservativ) och parlamentsledamot. Han var ledamot för valkretsen Boothferry från 1987 till 1997, och därefter för Haltemprice and Howden, som till stora delar omfattar samma område.
Han var en av kandidaterna till att bli partiledare 2001, då han kom på fjärde plats i omröstningen. Han utnämndes därpå till partiordförande (Chairman) men avskedades 2002 av partiledaren Iain Duncan Smith då han var på semester i Florida med sin familj. Han fick på grund av detta mycket sympati bland partiaktivister. Efter att Smith avsatts som partiledare överraskade Davis genom att inte kandidera till partiledarposten utan istället stödja Michael Howard. Han belönades med en post i skuggkabinettet som skugginrikesminister (Shadow Secretary of State for the Home Department).
När Howard avgick 2005 kandiderade Davis till partiledarposten, men besegrades i sista valomgången av David Cameron. Han fortsatte som skugginrikesminister fram till juni 2008, då han överraskande avgick från posten och sin parlamentsplats. Han deklarerade att det var i protest mot Labourregeringens planer på att förlänga möjligheten att kvarhålla terroristmisstänkta från 28 till 42 dagar, och att han skulle ställa upp i det kommande fyllnadsvalet. Varken Labour eller Liberaldemokraterna ställde upp med motkandidater, och Davis vann fyllnadsvalet med 72 % av rösterna.
Från juli 2016 till 9 juli 2018 innehade Davis posten som Brexit-minister i regeringen ledd av Theresa May.